# Alceo (poeta cómico)
Alceo (en griego antiguo Ἀλκαῖος, transliterado como Alkàios; Mitilene, siglo V a. C. – después de 388 a. C.), hijo de Micco, fue un poeta cómico de la Antigua Grecia.
Se cuenta entre los últimos representantes de la comedia antigua, siendo sus comedias consideradas como las que marcan la transición entre la comedia antigua y la comedia media. Alceo participó en el agón cómico del 388 a. C., obteniendo el quinto puesto con su comedia Pasifae (Πασιφάη).

## Obras
En la enciclopedia la Suda se anotan diez obras suyas. Una llevaba por título a la protagonista del drama, Hetera y otras son parodias mitológicas y trágicas como la Comodotragedia, que fue recuperada en una comedia media de Anaxándrides.
Todavía se conservan títulos y fragmentos de ocho obras de teatro:
- Adelphai Moicheuomenai ("Las hermanas adúlteras")
- Callisto
- Endymion
- Hieros Gamos ("El matrimonio sagrado")
- Komadotragodia ("Comedo-tragedia")
- Palaistra ("La palestra")
- Panymedes
- Pasiphae

## Nota
Johann Albert Fabricius menciona a un Alceo, un trágico.  Se piensa, no obstante, que son la misma persona, puesto que el llamar a Alceo "un trágico" surgió de una lectura errónea de su obra "Comedo-tragedia".